# دوري كرة القدم الغربي 1950–51
دوري كرة القدم الغربي 1950–51 (بالإنجليزية: 1950–51 Western Football League)‏ هو موسم من دوري كرة القدم الغربي ‏. فاز فيه Glastonbury F.C. ‏.